# Napadivka godset
Napadivka gods (eller Lange godset, ukrainsk: Палац у Нападівці eller Палац Ланге, tr. Palats u Napadivtsi eller Palats Lange) er et gods i landsbyen Napadivka i Vinnitsja oblast i Ukraine. Den nuværende hovedbygning er fra slutningen af 1700-tallet. Hovedbygningen var i sin tid omgivet af en lille park, der var omgivet af en høje mure med en port.
Den første hovedbygning var gul (zjovtij palats; dansk: ~ det gule palæ). Efterfølgende opførtes den nuværende hovedbygning i klassicistisk stil, og det gule palæ blev en fløj i det samlede kompleks.

## Ejere af Napadivka gods
Godset daterer sig tilbage til sidste halvdel af 1700-tallet, hvor Valerian Prilutskij (1740-1830) (ukrainsk: Валеріан Прилуцький) anlagde det. Efter Valerian Prilutskij arvede hans søn, Janu Prilutskij (?-1853), godset. Som ejer efterfulgtes Janu Prilutskij af hans fætter Julian Strutinskij. Gennem giftermål med den russiske adelsdame Natalie Protopopov kom godset i Thor Langes eje. I sovjettiden indrettedes skole på godset.

## Hovedbygningerne i dag
Efter års forsømt vedligehold, er det kun rester tilbage af det samlede kompleks:
- Hovedbygningen
- Det gule palæ
- Dele af muromkransningen
- Porten til komplekset
- En mindre dam
- Rester af parken.

Uden gennemgribende renovering vil hovedbygningerne forfalde.